# Канна (антилопа)
Канна, или обыкновенная канна (лат. Taurotragus oryx), — обитающая в Африке антилопа, наиболее крупная из всех антилоп. Вместе с   западной канной, которая не крупнее, а имеет более длинные рога, образует род   канн (Taurotragus).

## Внешний вид
Характерным внешним признаком этого вида являются завинченные прямые рога, которые присутствуют у обоих полов, «утолщённые» плечи и от двух до пятнадцати светлых полосок на передней части тела. Шерсть рыже-бурая, преимущественно бледная, которая у более зрелых особей становится на шее и у плеч серо-голубой. У взрослых самцов на шее развиваются висящие вниз кожные складки и пучок волос на лбу. Масса составляет от 500 до 700 кг, а длина тела от 2 до 3 м. Рост в холке составляет в среднем 1,50 м. По своим  размерам канна напоминает  быка, но производит более стройное впечатление.

## Распространение
Канны живут на открытых равнинах, их можно встретить почти повсюду — в засушливых саваннах и на предгорных лугах Восточной, Центральной и Южной Африки. На территории бывшего СССР одна популяция канн акклиматизирована в заповеднике Аскания-Нова.

## Поведение

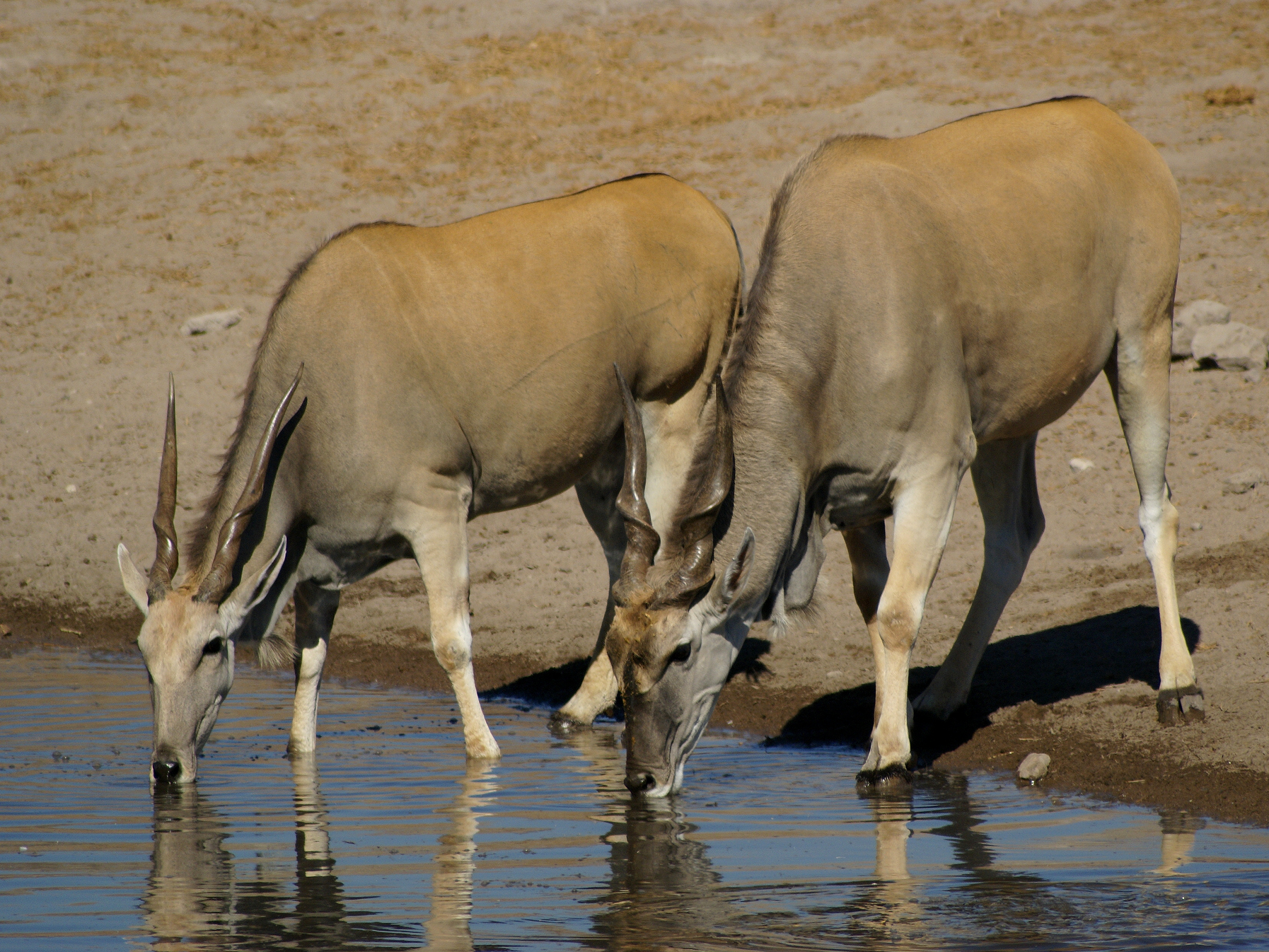
Канны на водопое

Несмотря на то, что канны обычно неторопливые животные, они могут развивать скорости до 80 км/ч. Кроме того, они известны как очень хорошие прыгуны. Во время дневного зноя они отдыхают в тени деревьев или кустарников, и активизируются в вечерних сумерках. Канны питаются листвой, едят иногда траву и выкапывают передними копытами клубни и корешки.
Стада состоят в среднем из 25 особей, но при благоприятных условиях могут включать до 700 животных. Большие стада, однако, являются обычно временными соединениями без твёрдой связи. Как правило, группы состоят из взрослого самца и нескольких самок, а также из молодых самцов и детёнышей. В редких случаях группа может содержать более чем одного взрослого самца. Такому раскладу предшествуют обязательные бои за главенство в иерархии. При таких боях канны скрещивают рога и пытаются ранить противника, что часто действительно приводит к серьёзным увечьям.
Канны прекрасно приспособлены к высоким температурам своей окружающей среды. Во время засух их температура тела повышается на 7 °C. Благодаря этому они избегают потери жидкости в результате потения.

## Подвиды
Различают 3 подвида канны (Taurotragus oryx):
- T. o. oryx
- T. o. livingstonei — Канна Ливингстона[5], север Южной Африки: северная Намибия, Ботсвана севернее Калахари, Замбия, юго-восток ДР Конго, Малави, Зимбабве, Мозамбик (кроме крайнего юга). В Анголе, вероятно, вымерла[5];
- T. o. pattersonianus — Восточноафриканская канна[5], Восточная Африка: Танзания, южная и западная Кения, юго-восточная и северо-восточная Уганда, юго-восточная Эфиопия, юго-восточный Судан[5].

## Канны и люди

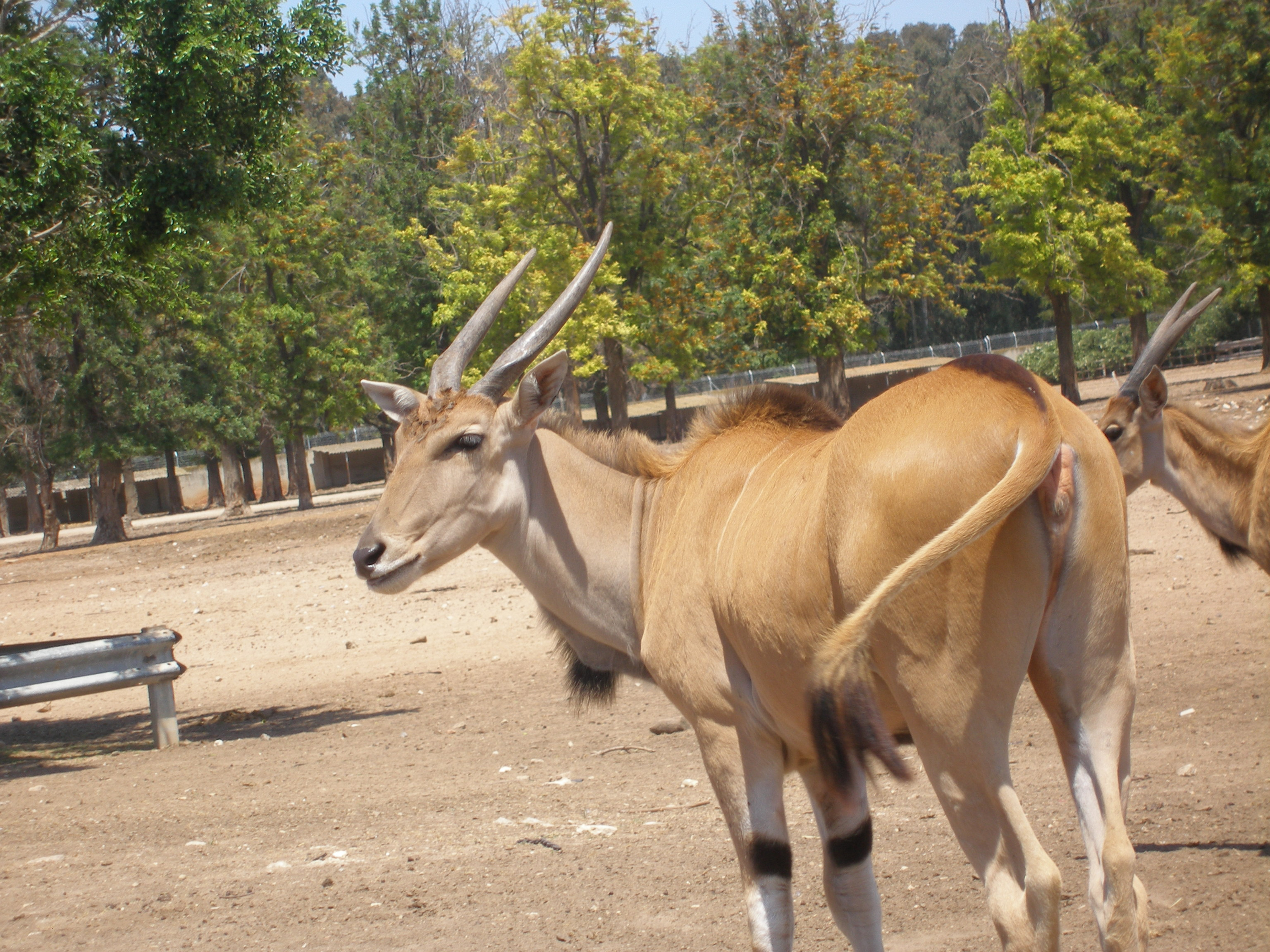

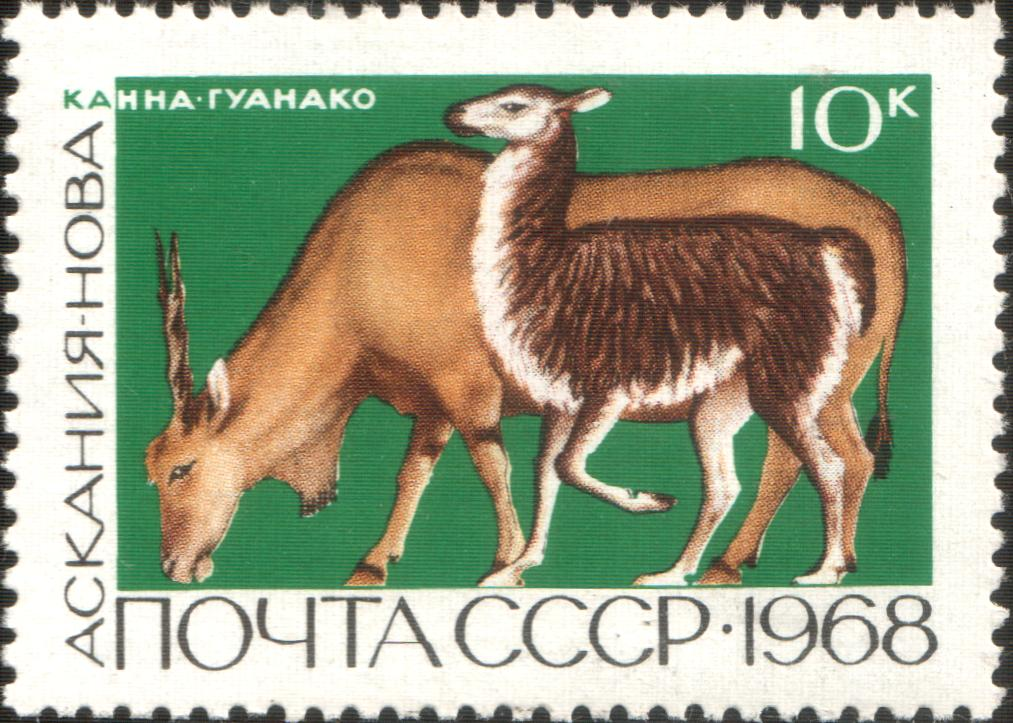
Марка СССР: Канна и гуанако (заповедник Аскания-Нова). Серия: Фауна заповедников СССР

Канны, по-видимому, одомашниваются (их разведением занимались ещё древние египтяне). Их молоко содержит по сравнению с коровьим молоком трёхкратную концентрацию жира и белков и обладает лечебными свойствами. В СССР на основе молока канн был создан лекарственный препарат, получивший название «Молокан». 
Кроме того, возможно использование их мяса и кожи. Однако первые попытки их полноценного приручения начали предприниматься в конце XX века и до сегодняшнего дня ведутся в довольно скромном масштабе. Тем не менее, подобные начинания могут привести к успеху, так как по отношению к человеку канны ведут себя неагрессивно и являются весьма нетребовательными при содержании. В ряде научных изданий канны упоминаются как «вид, находящийся на пути к одомашниванию».
Из-за неконтролируемой охоты со стороны человека канны в дикой природе стали редкими животными. МСОП придаёт им статус «зависимых от защитных мер». Самые крупные популяции сегодня обитают в пустыне Серенгети, где живут около 7 тысяч канн.